# Anne de Lattre
Anne de Lattre OSA, morte à Sin-le-Noble le 27 décembre 1607, fut la 21e abbesse de Beaulieu, de 1596 jusqu'à sa mort,.

## Biographie
Fille de Jehan II de Lattre, elle succède comme abbesse à Bonne Broux, à la suite des troubles qui secouaient la province. Elle mourut le 27 décembre 1607.
Cette prélat augmenta la splendeur de la dévotion en introduisant la coutume de recevoir souvent le Saint-Sacrement. Sous sa direction, l'abbaye reçut en don, de Louis Oudart, une épine de la Sainte Couronne; elle demanda alors à son neveu, Philippe de Lattre, sous-prieur de l'Abbaye de Saint-Vaast d'Arras, la fondation d'un office solennel en l'honneur de la couronne, fixé au 11 août. Le reliquaire en argent qui abrita l'épine fut fondu lors de la Révolution française. Monseigneur Lacombe n'hésita pas à reconnaître l'authenticité de l'épine et fit une ordonnance, dans laquelle il retraça son histoire.